# Norman Zezula
Norman Zezula (8 de junio de 1999) es un deportista polaco que compite en piragüismo en la modalidad de aguas tranquilas.
Ganó tres medallas de plata en el Campeonato Mundial de Piragüismo entre los años 2021 y 2023. En los Juegos Europeos de Cracovia 2023 consiguió una medalla de bronce en la prueba de C2 500 m.

## Palmarés internacional
| Campeonato Mundial | Campeonato Mundial     | Campeonato Mundial | Campeonato Mundial |
| Año                | Lugar                  | Medalla            | Competición        |
| ------------------ | ---------------------- | ------------------ | ------------------ |
| 2021               | Copenhague (Dinamarca) | Medalla de plata   | C4 500 m           |
| 2022               | Halifax (Canadá)       | Medalla de plata   | C4 500 m           |
| 2023               | Duisburgo (Alemania)   | Medalla de plata   | C4 500 m           |
| Juegos Europeos    |                        |                    |                    |
| Año                | Lugar                  | Medalla            | Competición        |
| 2023               | Cracovia (Polonia)     | Medalla de bronce  | C2 500 m           |